# Костел Найсвятішого Серця Ісусового
Храм Найсвятішого Серця Ісусового — польський костел збудований у 1901 році в Стоянові за проектом Тальовського Теодора-Мар'яна.

## Історія
Перший стоянівський костел був дерев'яним, і був побудований на честь святого Войтиха. Він проіснував до 80-х років XIX ст. Внаслідок пожежі згорів.
Новий костел був збудований у 1901 році у готичному стилі і архітектурою звертав на себе велику увагу. Хоч прихожан поляків було небагато, але костел вражав своєю масштабністю. В 30-х роках було поставлено біля костелу фігурку Матері Божої, але в 70-х її зруйнували. До сьогодні невідомо куди вивезли і що з нею зробили. З 1939 року костел починає занепадати. В 1944 році був вбитий останній ксьондз — Францішек Шансевич. Парафія залишилась без духовного пастиря і її було закрито.
За часів радянської влади приміщення костелу використовувалось не за призначенням і від цього дуже постраждало. Ззовні його муровані стіни були мало пошкоджені, але вітражі були вибитими. Всередині вівтар та образи були знищеними.
В 1988 році почалися реставрація. На виділені кошти тодішнього колгоспу «Жовтень» було покладено новий дах із дахівки. 24 грудня 1999 року було проведено першу за довгі часи Службу Божу. На сьогодні костел є діючим і має серед населення підтримку.